# Zadní Liboc (přítok Libockého potoka)
Zadní Liboc (německy Rebbach nebo Mühlbach) je pravostranným přítokem Libockého potoka v okresech Sokolov a Cheb v Karlovarském kraji.
Délka toku měří 11,1 km.
Plocha povodí činí 18 km².
Správu vodního toku vykonává státní podnik Povodí Ohře.

## Průběh toku
Potok pramení v Krušných horách přibližně 700 metrů východně od malé vesnice Počátky, části města Kraslic, v Přírodním parku Leopoldovy Hamry. Jeho pramen se nachází v nadmořské výšce okolo 765 metrů u silničky, spojující Počátky s  Kraslicemi.
Od pramene teče potok krátce jihozápadním směrem až k opravené kapličce Svatých pomocníků v Počátkách, pak se jeho tok otáčí k jihu. Protéká podmáčeným údolím, jeho břehy lemují pastviny. Nad pravým břehem se zvedá kopec Vysoký kámen (773 m) se stejnojmennou přírodní památkou, vysoko nad levým břehem kulturní památka Kostel svatého Jiljí v Kostelní. Potok teče i nadále jižním směrem až do Valtéřova, kde pod kopcem Zlatý vrch (631 m) přibírá zprava drobný potůček Zlatý potok. Odtud již pokračuje na jihovýchod a u zaniklé osady Libocký důl se při hranici okresů Cheb a Sokolov vlévá zprava do Libockého potoka na jeho 21,3 říčním kilometru.

### Větší přítoky
- Zlatý potok – pravostranný